# Euthauma ghentianum
Euthauma ghentianum är en tvåvingeart som beskrevs av Munro 1949. Euthauma ghentianum ingår i släktet Euthauma och familjen borrflugor. Inga underarter finns listade i Catalogue of Life.